# Osiedle Armii Krajowej (Wieluń)
Osiedle Armii Krajowej (do 1991 Osiedle im. 25-lecia PRL) – osiedle mieszkaniowe w Wieluniu wzniesione w latach 1966-1973. Położone jest w północno-zachodniej części miasta, pomiędzy ulicami Sieradzką, Traugutta, Grunwaldzką i Pułaskiego. Jego powierzchnia wynosi 4,7 ha. W końcu 1997 r. zamieszkiwało je 1657 osób. Projekt osiedla został sporządzony w Biurze Projektowym Budownictwa Ogólnego w Łodzi. Prace budowlane wykonało Wieluńskie Przedsiębiorstwo Budowlane. Osiedle Armii Krajowej złożone jest z 12 bloków mieszkalnych z 685 mieszkaniami o łącznej powierzchni użytkowej 28 475,5 m². Ponadto na osiedlu znajdują się pawilony handlowo-usługowe, świetlica, przedszkole oraz Zespół Szkół nr 2 im. Jana Długosza.